# NGC 6089-2
NGC 6089-2 (другие обозначения — MCG 6-36-1, ZWG 196.4, ZWG 196.91) — галактика в созвездии Северная Корона.
Этот объект не входит в число перечисленных в оригинальной редакции «Нового общего каталога» и был добавлен позднее.